# Ignaz von Olfers
Ignaz Franz Werner Maria von Olfers (Münster, 30 de agosto de 1793 – Berlim, 23 de abril de 1871), foi um naturalista, historiador e diplomata alemão. Em 1816 viajou como diplomata ao Brasil. De 1819 a 1821 viajou, junto com Sellow, pelos estados de Minas Gerais e São Paulo. Em 1838, se tornou diretor do Museu Imperial de Berlim. Descreveu inúmeros mamíferos no Journal von Brasilien do editor Wilhelm Ludwig von Eschwege (1777-1855).

## Biografia
Estudou a princípio na Escola Superior de Münster, a partir de 1812 a 1815, estudou Medicina. ciências naturais e linguística em Göttingen. Ocupou vários cargos diplomáticos em Lisboa e Nápoles, e de 1826 a outubro de 1828 foi diplomata da Alemanha na corte imperial brasileira. Em 1831 trabalhou com assuntos comerciais e econômicos na Suíça, e em 1835 foi chamado de volta para Berlim, onde trabalhou no Ministério da Cultura. Em 31 de Julho de 1839 sucedeu ao conde Karl von Brühl, como diretor geral dos museus do império.
Foi um grande incentivador da expedição científica para o Egito e a Núbia que o rei Frederico Guilherme colocou sob a liderança do professor Karl Richard Lepsius. Teve grande influência sobre Frederico Guilherme da Prússia na reestruturação da Ilha dos Museus em Berlim. Junto com o arquiteto Friedrich August Stüler (1800-1865), ele desenvolveu o conceito do Novo Museu de Berlim.

## Obras[3]
- Die Gattung Torpedo in ihren naturhistorischen und antiquarischenn Beziehungen. Berlin: Academia Real de Ciências, 1831
- Über ein Grab bei Kumae und die in demselben enthaltenen merkwürdigen Bildwerke, mit Rücksicht auf das Vorkommen von Skeleten unter den Antiken. Academia de Ciências de 4 de Novembro de 1830. Berlin: Academia Real de Ciências, 1831
- Die Überreste vorweltliche Riesenthiere in Beziehung zu Ostasiatischen Sagen und Chinesischen Schriften. Academia de Ciências 13 de Junho e na reunião pública de 4 de Julho de 1839. Berlin: Nicolai, 1840
- Über die Lydischen Königsgräber bei Sardes und den Grabhügel des Alyattes. Segundo relato do Cônsul geral de Spiegelthal em Smyrna. Academia de Ciências de Berlim, 1858.

## Família
Ignaz von Olfers foi casado com Hedwig von Olfers (1799-1891) e com ela teve quatro filhos:
- Nina von Olfers (1824-1901) que se casou com o Conde Ludwig von Wartenburg (1805-1865)
- A escritora e salonista alemã Marie von Olfers (1826-1924).
- Hedwig von Olfers (1829–1919) casada com o teólogo alemão Heinrich Abeken.
- Ernst von Olfers (1840–1915), que foi médico sanitarista e pai de Sibylle von Olfers (1881-1916), que foi professora de arte e religiosa alemã.